# Ejército Real de Montenegro
El Ejército del Reino de Montenegro (en serbio/montenegrino: Војска Краљевине Црне Горе; Vojska Kraljevine Crne Gore) conocido como en español como Ejército Real de Montenegro, era el ejército del Reino de Montenegro.

## Creación del ejército
La creación del Ejército Real de Montenegro se produjo el 28 de agosto de 1910, tras la proclamación del Reino de Montenegro, convirtiendo a Nicolás I en el rey y comandante en jefe y al Primer ministro del Reino de Montenegro como comandante del nuevo ejército. Pasaría más de un año y Montenegro se unió a Serbia, Grecia y Bulgaria, fundando la Liga Balcánica, una alianza militar para acabar con el dominio otomano en los Balcanes.

## Monteengro en las Guerras Balcánicas

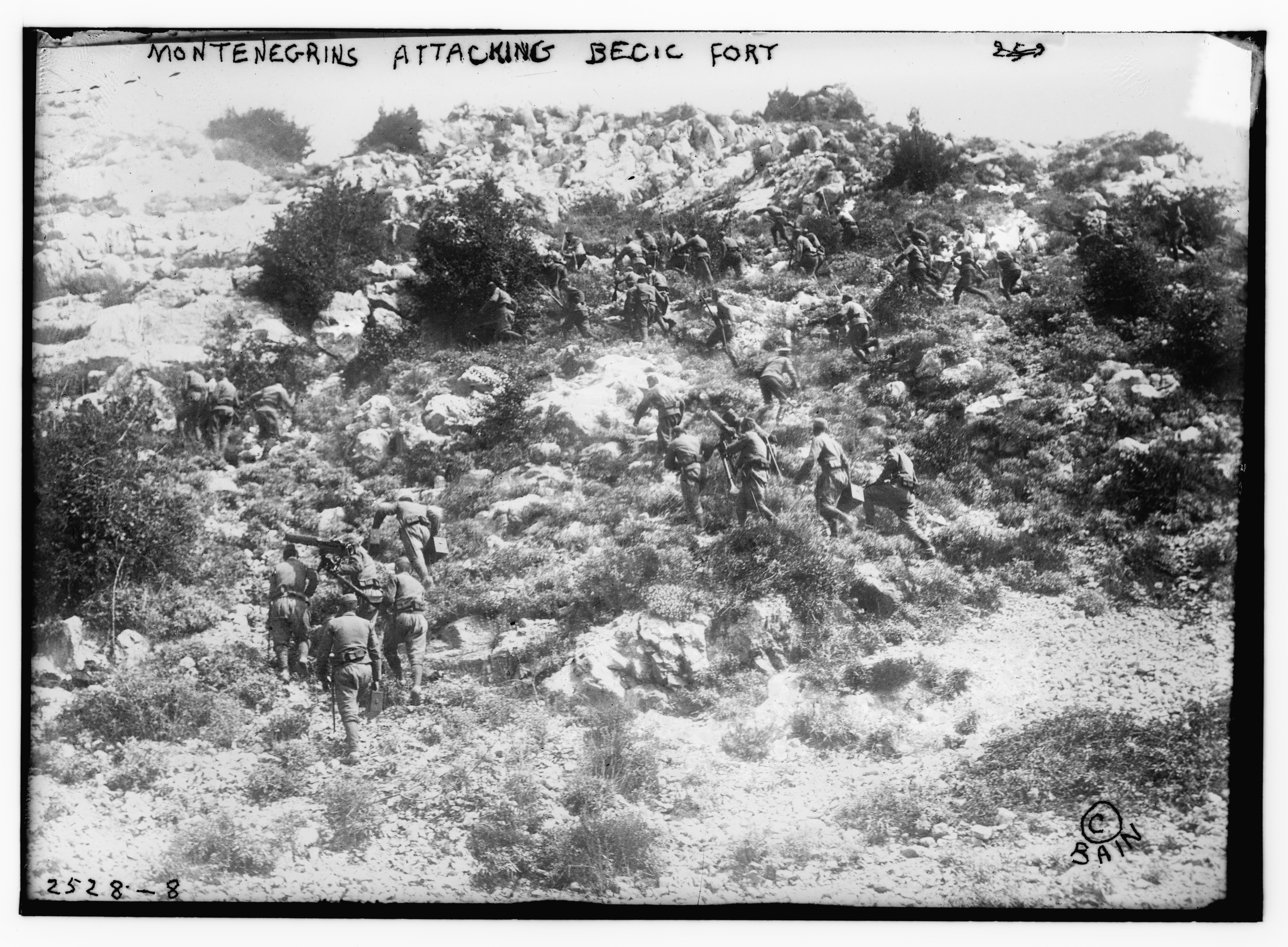
Montenegrinos atacando la Fortaleza de Decic

### Primera guerra balcánica
El Reino de Montenegro sería el primer país balcánico en declarar la guerra al Imperio otomano, atacando la ciudad otomana de Novi Pazar para liberar a los cristianos sometidos a los otomanos. El ejército montenegrino estaba al comando del príncipe Danilo, hijo de Nicolás I de Montenegro, junto a los generales Mitar Martinović y Janko Vukotić. Montenegro, aunque era el país más pequeño de los Balcanes, su poder militar era increíble
Montenegro carecía de un ejército profesional, aparte de ser el ejército más pequeño de Europa de todas las guerras que vivió y sus escasos recursos, como armas, piezas de artillería y cañones, la mayoría de la población estaba en el puesto de soldado o como oficial del ejército, pero bueno, aunque tenía pocos hombres, sus muertos no eran muy graves, perdiendo menos del 50% de sus hombres, durante la primera guerra de los Balcanes, en la que 2.836 hombres murieron, 6.602 heridos y 406 enfermos.

### Segunda guerra balcánica
Montenegro obtendría la parte oriental de Kosovo, Metojia, salvo el área de Prizren anexada a Serbia. Bulgaria acusó a Serbia de conquistar territorios no planificados en el tratado; entonces Bulgaria declaró la guerra a Serbia al comienzo de la segunda guerra de los Balcanes. Montenegro ayudaría a Serbia enviando una vez más el ejército montenegrino, pero con menos hombres, 12.800 hombres, al mando de Danilo de Montenegro y del general Janko Vukotić. Tras la derrota en Bulgaria, en un mes perdió menos del 1% de sus hombres, con 1.201 pérdidas, 241 muertos y 961 heridos.

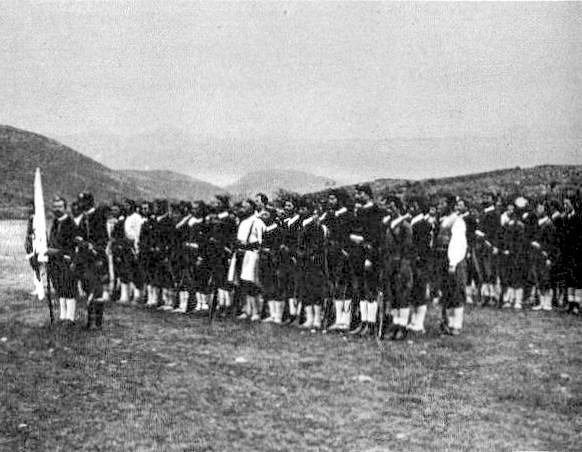
Tropas montenegrinas en octubre de 1914

## Montenegro en la Primera Guerra Mundial
El 28 de julio de 1914, el heredero al trono austrohúngaro, el archiduque Francisco Fernando, y su esposa, Sofía Chotek, fueron asesinados por el joven nacionalista serbobosnio Gavrilo Princip. Austria-Hungría envió en un ultimátum a Serbia diciendo que había organizado el ataque, pero lo rechazo, entonces Austria-Hungría declaró la guerra a Serbia. Rusia, protectora de todos los eslavos,  principalmente a sus aliados, Serbia y Montenegro, declara la guerra a Austria-Hungría. Alemania, aliado de Austria-Hungría, declara la guerra a Rusia, y Francia, aliado de Rusia, declara la guerra a Alemania, dando comienzo a la Primera Guerra Mundial.
Montenegro entró en guerra el 6 de agosto de 1914, por Kotor, una base naval austrohúngara situada en el Adriático, porque si esa base fuera de Montenegro, su economía se progesaría y podría abrir nuevas rutas comerciales. Montenegro se alineó con Serbia movilizando a 45-50.000 soldados (1/10 del total de la población), con 62 baterías de artillería, 14 cañones de campo y 62 ametralladoras.

### Montenegro en la campaña de Serbia de 1914
Montenegro, junto con Serbia contaba con 45-50.000 soldados montenegrinos, con 420.597 soldados serbios, es decir, 470.597 soldados serbo-montenegrinos, se enfrentaron a 500.000 soldados austrohúngaros y fue derrotado a finales de diciembre de 1914, con la pérdida de medio ejército muerto, pero los serbios también se sufrieron dejando más de 3/4 del total del ejército perdido y el ejército montenegrino perdió menos de un 1% de su ejército.

### Militarización en la campaña de Serbia de 1914
| Tipo                   | Austria-Hungría | Serbia + Montenegro (total)       |
| ---------------------- | --------------- | --------------------------------- |
| Batallones             | 329             | 209                               |
| Baterías               | 200             | 122 + 62 (184)                    |
| Escuadrones            | 51              | 44                                |
| Empresas de ingeniería | 50              | 30                                |
| Cañones de campo       | 1243            | 718 + 14 (732)                    |
| Ametralladoras         | 490             | 315 + 62 (377)                    |
| Soldados totales       | 500.000         | 420.597 + 45-50.000 (465-470.597) |

### Montenegro en la caída de Serbia
El ejército montenegrino siguió contando con 48.300 efectivos, lo que supone que de los 50.000 soldados, 1.700 fueron muertos o heridos, perdiendo menos del 4% los hombres. El ejército serbio, en cambio, contaba con 420.597 soldados, pero sufrió durante la campaña homónima de 1914, perdiendo más del 40% de su ejército, acabando con 260.000 soldados, Austria-Hungría fue, junto con Serbia, la que más sufrió, perdiendo más del 40% de los hombres de 500.000. Los austrohúngaros no se movieron de la frontera serbia en los primeros meses de 1915. No sería hasta que el perdedor balcánico, Bulgaria, entrara en escena y se uniera a las Potencias Centrales, junto a Alemania, enviando hombres extras al frente de los Balcanes. Bulgaria movilizó 300.000 soldados junto a los germano-austrohúngaros otros 300.000, contra 308.300 soldados serbo-montenegrinos totales (48.300 del ejército montenegrino y 260.000 del ejército serbio), cayendo Serbia en menos de un mes, dividiendo Austria-Hungría y Bulgaria.
Montenegro sería el único país de los Balcanes no conquistado por la invasión búlgaro-germano-austrohúngara, pero no fue efímero desde finales de 1915 hasta principios de 1916. El ejército montenegrino perdió 23.000 hombres, la mayoría, 13.000, fueron muertos y los otros, 10.000, fueron heridos o desaparecidos, con pérdidas hasta el 63%.

### Invasión de Montenegro y la captura del ejército
El ejército montenegrino amplió su personal a 50.000 hombres para una posible invasión austro-húngara o búlgara. El rey Nicolás huyó del país y cedió todo su poder a Janko Vukotić como jefe de Gabinete del Alto Mando montenegrino. Austria-Hungría planificó la invasión de Montenegro a principios de enero de 1916 y comenzó el 5 de enero de 1916 con 100.000 soldados del ejército austrohúngaro contra 50.000 montenegrinos, es decir, los austrohúngaros doblaban a los montenegrinos, iniciando la campaña militar de Montenegro. El ejército montenegrino contaba con el apoyo del ejército serbio que se retiraba a Serbia tras la invasión y de la artillería francesa. Los austrohúngaros comenzaron con el pie izquierdo tratando de tomar el pueblo de Mojkovac con 20.000 hombres, iniciando la batalla homónima en la que fueron derrotados por 6.500 montenegrinos, es decir, los austrohúngaros cuadruplicaron a los montenegrinos al menos. El ejército montenegrino ganó la primera batalla de su territorio, siendo la batalla de Mojkovac una batalla montenegrina con menos muertos que en otras batallas anteriores, con 200 muertos y menos de 700 heridos. El ejército montenegrino ganó la batalla de Mojkovac, pero debido a su pequeño tamaño no pudieron replegar al ejército austrohúngaro capturando Cetiña dentro de una semana y a todo el país en dos semanas, junto con Shkodër. El ejército montenegrino será apresado junto a su jefe, Janko Vukotić, hasta el final de la guerra.

## Todas las guerras involucradas
| Conflictos                                             | Aliados | Rivales                                                                                 | Personal                | Resultados |
| ------------------------------------------------------ | --- | --------------------------------------------------------------------------------------- | ----------------------- | --- |
| Primera guerra balcánica (1912-1913)                   | Bulgaria Grecia Serbia Italia (voluntarios) Albanos (voluntarios) Armenios (voluntarios) Rusia (apoyo)          | Imperio Otomano Circasianos Albanos (voluntarios y irregulares) Austria-Hungría (apoyo) | 44.500 hombres          | Victoria • Tratado de Londres • Estallido de la segunda guerra balcánica |
| Segunda guerra balcánica (1912-1913)                   | Rumania Grecia Serbia Rusia (apoyo) Imperio Otomano                                                             | Bulgaria                                                                                | 12.800 hombres          | Victoria Tratado de Bucarest |
| Campaña de Serbia (1914) (agosto-diciembre de 1914)    | Serbia | Austria-Hungría                                                                         | 45-50.000 hombres       | Victoria serbo-montenegrina • Austria-Hungría retrocede |
| Campaña de Serbia (1915) (enero-noviembre de 1915)     | Serbia | Austria-Hungría Alemania Bulgaria                                                       | 48.300 hombres          | Derrota serbo-montenegrina • Serbia es ocupada militaremente por Austria-Hungría y Bulgaria • Austria-Hungría la parte noreste • Bulgaria la parte sur, central y noroeste |
| Campaña de Montenegro (5 de enero-18 de enero de 1916) | Serbia (apoyo) Francia                                                                                          | Austria-Hungría                                                                         | 50.000 hombres          | Derrota • Austria-Hungría ocupa militarmente Montenegro |
| Frente Balcánico (Primera Guerra Mundial) (1914-1918)  | Serbia Francia (desde 1915) Reino Unido (desde 1915) Grecia (desde 1917) Italia (desde 1915) Rusia (hasta 1917) | Austria-Hungría Bulgaria (desde 1915) Alemania (desde 1915) Imperio Otomano (1916-1917) | 50.000 hombres (máximo) | Victoria • Serbia recuperó su territorio en 1918, ocupado desde 1915. • Proclamación de la Asamblea de Podgorica en Montenegro de unificación con Serbia • Unificación de las tierras habitadas por los eslavos de Austria-Hungría con Serbia para formar Yugoslavia • Tratado de Neuilly |